# Immediatuntersuchungskommission
Im Rahmen der Preußischen Heeresreform nach den Niederlagen Preußens im Vierten Koalitionskrieg 1806/07 und dem Frieden von Tilsit wurde das Verhalten aller Offiziere während des Feldzuges von der sogenannten Immediatkommission zur Untersuchung der Kapitulationen und sonstigen Ereignisse des letzten Krieges untersucht.

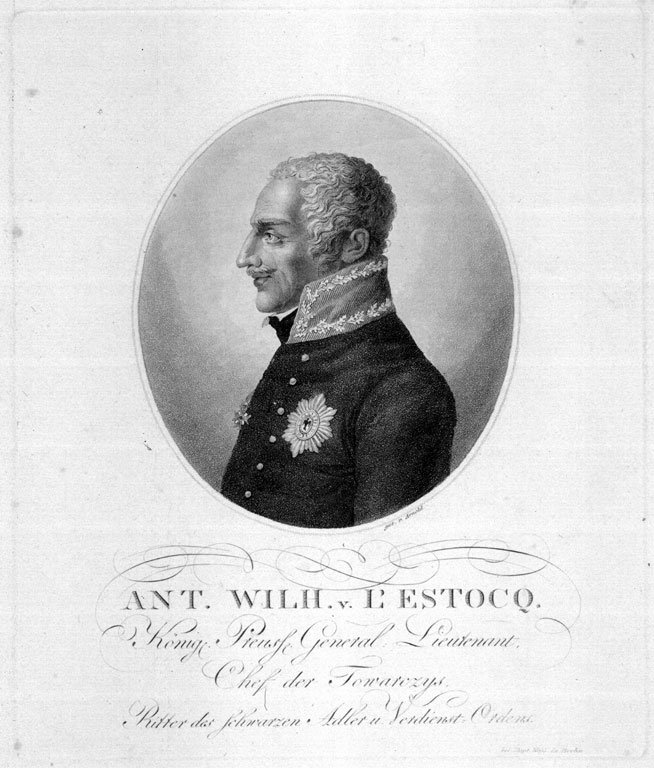
General Anton Wilhelm von L’Estocq, Mitglied der Kommission

## Untersuchungsgegenstände
Untersuchungen fanden unter anderem statt bei den Kapitulationen
- der Festung Erfurt in der Nacht vom 15. zum 16. Oktober 1806
- der Festung Spandau am 25. Oktober 1806
- des Majors von Löschebrandt mit dem Regiment Gensdarmes am 27. Oktober 1806 bei Wichmannsdorf
- des Generals der Infanterie Fürst zu Hohenlohe-Ingelfingen mit dem Rest der in der Schlacht bei Jena und Auerstedt geschlagenen Armee (etwa 12.000 Mann) am 28. Oktober 1806 bei Prenzlau
- der Obersten von Hagen und von Poser mit fünf Bataillonen und fünf Kürassier-Regimentern am 29. Oktober 1806 bei Pasewalk
- der Festung Stettin am 29. Oktober 1806
- der Generale Karl Anton von Bila und Rudolf Ernst von Bila mit zwei Bataillonen, einer Kompanie und kleineren Detachements am 30. Oktober 1806 bei Anklam
- des Majors von Höpfner mit mehreren Geschützen und Trainkolonnen am 30. Oktober 1806 bei Boldekow
- des Majors von Schmude mit einem Detachement von 170 Pferden am 1. November 1806 bei Wahren
- der Festung Küstrin am 1. November 1806
- des Oberstleutnants von Prittwitz mit der Bagage der Hohenloheschen Armee am 2. November 1806 bei Wolgast
- des Generalmajors Friedrich von Usedom mit dem Rest seines Husaren-Regiments am 5. November 1806 bei Wismar
- der Majors von Ende und von Szerdahelly mit vier Eskadrons und Teilen einer reitenden Batterie am 6. November 1806 bei Krempersdorf
- des Generalleutnants Gebhard Leberecht von Blücher mit den Resten von acht Infanterie-Regimentern, sechs Grenadier- und acht Füsilier-Bataillonen, sechs Jäger-Kompanien, vier Kavallerie-Regimentern und versprengter Kavallerie und Artillerie (im Ganzen ca. 9.000 Mann) am 7. November 1806 bei Ratekau
- des Majors von Schwedern mit 1 Bataillon am 8. November 1806 bei Travemünde
- der Festung Magdeburg am 8. November 1806
- des Generalmajors Friedrich Wilhelm von Pelet mit 200 Pferden und einer halben Batterie am 12. November 1806 bei Lüneburg
- der Festung Hameln am 20. November 1806
- der Festung Glogau am 3. Dezember 1806
- der Festung Schweidnitz am 16. Februar 1807
- der Festung Danzig am 25. Mai 1807 und
- der Festung Neiße am 1. Juni 1807.

## Untersuchungskommission
Die Kommission trat auf Befehl König Friedrich Wilhelms III. vom 27. November 1807 am 6. Dezember 1807 zusammen und arbeitete bis 1812. Auf niedrigeren Ebenen wurden einzelne Offiziere von Regimentstribunalen beurteilt.

## Ergebnisse
Aufgrund der Arbeit der Kommission wurden zahlreiche Offiziere entlassen, z. T. unehrenhaft.
In mehreren Fällen wurden auch Kriegsgerichtsverfahren angestrengt; die Urteile lauteten teilweise auf Festungshaft – im Falle des Kommandanten von Küstrin Obersten von Ingersleben und des Kommandanten von Magdeburg Generals der Infanterie Franz Kasimir von Kleist auf die Todesstrafe. Ingersleben wurde in Abwesenheit verurteilt und starb im Ausland, Kleist war bereits vor dem Verfahren verstorben.

## Mitglieder
- Heinrich von Preußen, General der Infanterie
- Wilhelm von Preußen, General der Kavallerie
- Anton Wilhelm von L’Estocq, Generalleutnant
- Otto Friedrich von Diericke, Generalleutnant
- Ludwig August von Stutterheim, General der Infanterie
- Friedrich Wilhelm von Bülow
- August Neidhard von Gneisenau, General der Infanterie
- Konstantin von Twardowski, Generalmajor
- Otto von Pirch, Generalleutnant
- Joachim Friedrich von Oppen, Generalmajor
- Samuel Pullet, Generalmajor
- Joachim Wilhelm Neander von Peterheiden, Generalmajor
- Karl von Grolman, General der Infanterie
- Friedrich Karl von Holzendorff, Generalleutnant
- Friedrich Wilhelm Leopold von Gaudi, Generalmajor
- Karl Friedrich von Brockhausen, Generalmajor
- Georg Albrecht Ernst Karl von Hake, General der Infanterie
- Ernst Ludwig von Tippelskirch, Generalleutnant
- Florenz Ludwig von Bockum genannt Dolffs, Oberst
- Karl von Massenbach, Generalmajor
- Johann Friedrich von Koenen, Vizepräsident des Kammergerichts
- Ludwig Wilhelm von Braunschweig, General-Auditor